# シュリンキング:悩めるセラピスト
『シュリンキング:悩めるセラピスト』（原題：Shrinking）は、ビル・ローレンス、ジェイソン・シーゲル、ブレット・ゴールドスタインが制作したアメリカのコメディドラマテレビシリーズ。ジェイソン・シーゲルが患者の生活により深く関わろうと決意する悲嘆に暮れるセラピストを演じている。
このシリーズは2023年1月27日にApple TV+で初公開された。演技、脚本、ユーモア、悲しみの考察が称賛され、好評を博した。2023年3月に第2シーズンの更新が決定した。第2シーズンは2024年10月16日に初公開され、シリーズは第3シーズンに更新された。

## キャスト

### メイン
ジミー・レアード
演 - ジェイソン・シーゲル、声 - 山野井仁
認知行動療法センターで働くセラピスト。
ガブリエル・"ギャビー"・エヴァンス
演 - ジェシカ・ウィリアムズ、声 - きそひろこ
ジミーの同僚のセラピスト。
ショーン
演 - ルーク・テニー、声 - 荒井勇樹
怒りのコントロールに問題を抱える、ジミーの患者。
ブライアン
演 - マイケル・ユーリー、声 - 近藤隆
ジミーの親友で弁護士。
アリス・レアード
演 - ルーキタ・マクスウェル、声 - 井上ほの花
ジミーの一人娘。
リズ
演 - クリスタ・ミラー、声 - 宮島依里
ジミーの隣人。
ポール・ローズ博士
演 - ハリソン・フォード、声 - 内田直哉　
ジミーの同僚。パーキンソン病を患っている。
デレク
演 - テッド・マッギンリー、声 - 志村知幸
リズの夫。

### リカーリング
ティア
演 - リラン・ボウデン、声 - 井上喜久子
交通事故で亡くなった、ジミーの亡き妻。
チャーリー
演 - デヴィン・カワオカ
ブライアンの婚約者。
サマー
演 - レイチェル・スタビントン、声 - 菊永あかり
アリスの学校の親友。
ジュリー・バラム医師
演 - ウェンディ・マリック、声 - 沢海陽子
ルイス・ウィンストン
演 - ブレット・ゴールドスタイン、声 - 鈴木コウタ
シーズン2に登場。
フィリス
演 - ヴァーニー・ワトソン、声 - 上田ゆう子
ギャビーの母親。シーズン2に登場。
デリック
演 - デイモン・ウェイアンズ・Jr
シーズン2に登場。

### ゲスト
サラ
演 - メレディス・ハグナー、声 - 本多真梨子
ルイの元婚約者。シーズン2に登場。
ソフィ
演 - コビー・スマルダーズ、声 - 木村香央里
ジミーとデレクが車を購入しようとする女性。シーズン2 #10に登場。

## スタッフ

### 日本語吹替版スタッフ
翻訳：岡田真由子、演出：浅野一郎、録音：池田知佳、調整：Matthew Wood、製作：IMAGICAエンタテインメントメディアサービス

## エピソード
| シーズン | シーズン | 話数 | 話数 | 放送期間       | 放送期間       |
| シーズン | シーズン | 話数 | 話数 | 初回放送       | 最終回放送     |
| -------- | -------- | ---- | ---- | -------------- | -------------- |
|          | 1        | 10   | 10   | 2023年1月27日  | 2023年3月24日  |
|          | 2        | 12   | 12   | 2024年10月16日 | 2024年12月24日 |

## 製作
2021年10月、Apple TV+がこのシリーズの10話構成のシーズンを発注したことが発表された。主演はジェイソン・シーゲルで、シーゲルはブレット・ゴールドスタイン、ビル・ローレンスと共同制作を務める。2022年4月、ハリソン・フォード、ジェシカ・ウィリアムズ、クリスタ・ミラー、マイケル・ユーリー、ルーク・テニー、ルキータ・マクスウェルがキャストに加わり、ジェームズ・ポンソルトが監督兼製作総指揮として制作に参加した。制作は2022年4月に開始された。シリーズのテーマソング「Frightening Fishes」はベン・ギバードとトム・ハウが作詞した。
2023年3月、Apple TV+はシリーズを第2シーズンに更新した。2024年10月17日、シリーズを第3シーズンに更新した。

## 公開
第1シーズンは2023年1月27日に公開された。最初の2話は同時にプレミア公開され、残りはApple TV+で毎週公開された。第2シーズンは2024年10月16日にプレミア公開された。
第1シーズンは、第75回プライムタイム・エミー賞で2部門にノミネートされた（シーゲルがコメディ部門の主演男優賞、ウィリアムズがコメディ部門の助演女優賞）。フォードはシリーズ自体のノミネートに加え、自身の演技により第29回クリティクス・チョイス・アワードとTCA賞にノミネートされた。